# 卡默巴赫河 (拜布施巴赫河支流)
50°1′38.17″N 9°18′4.55″E / 50.0272694°N 9.3012639°E

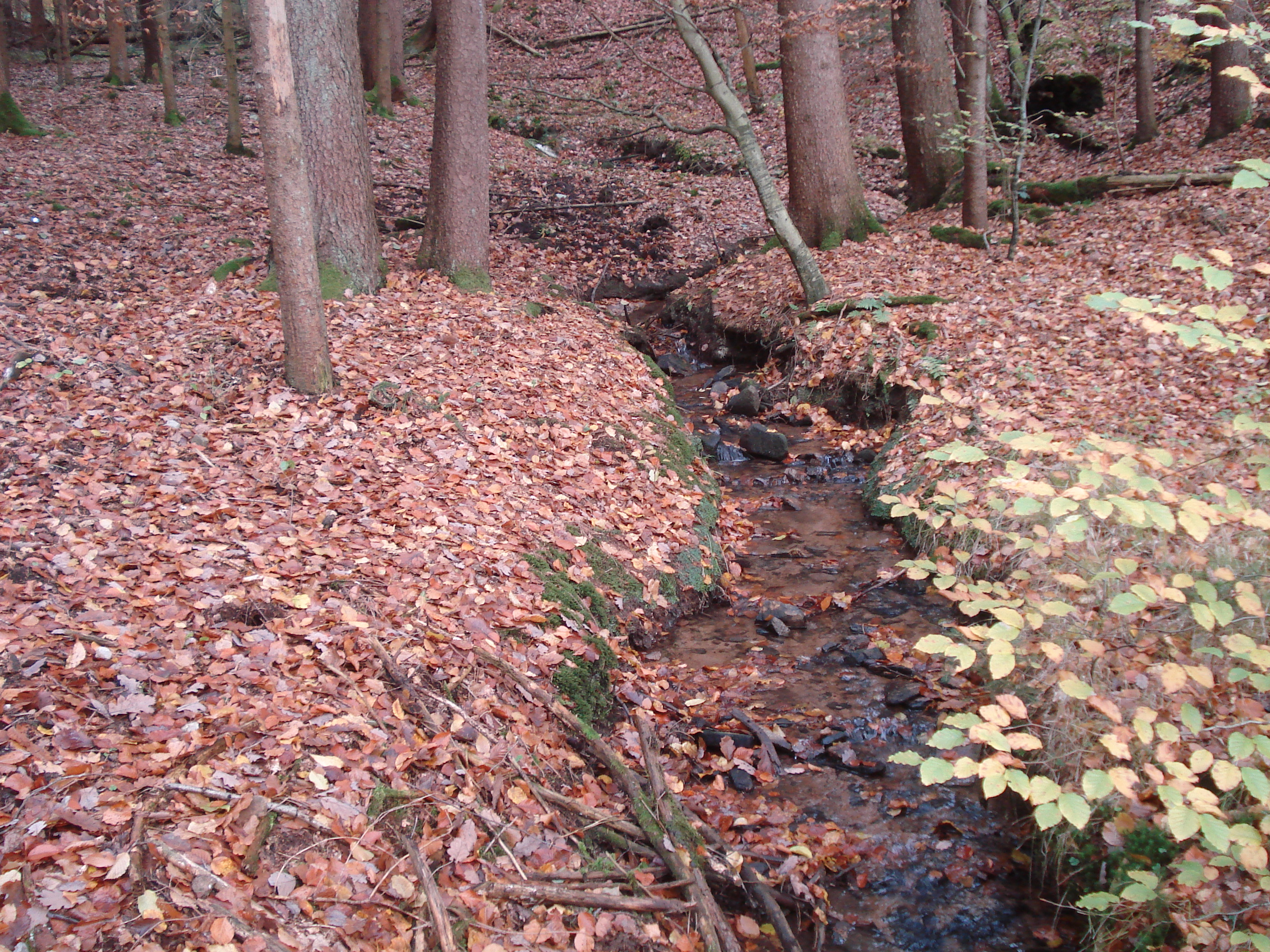

卡默巴赫河（德語：Kammerbach），是德國的河流，位於該國東南部，由巴伐利亞負責管轄，屬於拜布施巴赫河的左支流，河道全長0.9公里，流域面積0.8平方公里。